# (385185) 1993 RO
(385185) 1993 RO ist ein Transneptunisches Objekt der Plutino-Klasse. Es war der erste Plutino, der nach Pluto selbst entdeckt wurde. Es wurde am 14. September 1993 von David C. Jewitt und Jane Luu am Mauna-Kea-Observatorium mit einem 2,2-Meter-Teleskop entdeckt. Ein beziehungsweise zwei Tage später wurden die Objekte 1993 RP und 1993 SB entdeckt. Der Durchmesser von 1993 RO wird in einigen Quellen mit etwa 90 km, in anderen mit etwa 140 km angegeben.